# Eupithecia lucigera
Eupithecia lucigera är en fjärilsart som beskrevs av Butler 1889. Eupithecia lucigera ingår i släktet Eupithecia och familjen mätare. Inga underarter finns listade i Catalogue of Life.